# Herr Fridolin und sein Glück
Herr Fridolin und sein Glück ist eine 1894 erschienene Novelle von Ferdinand von Saar.

## Inhalt
Der Haus- und Schlossverwalter Fridolin Kohout, der auf einem meist von seiner Herrschaft unbewohnten Schloss irgendwo in Mähren fast als Alleinherrscher und doch als beflissener Diener haust, ist einer der wenigen Menschen, die als glücklich gelten können. Bei einigen Gläsern Pilsner berichtet er dem Rahmenerzähler, einem Schriftsteller, der auf dem Schloss gastfreies Logie genießt, wie auch ihn einmal die Leidenschaft aus der Bahn werfen wollte.

### Binnenerzählung
Fridolin ist Hausknecht. Unter den übrigen Bediensteten findet sich die blutjunge mährische Wäscherin Milada, zu der er eine Neigung fasst. Aber sein berechnender Verstand verhindert eine Liebschaft, so dass das enttäuschte Mädchen sich von einem windigen Diener eines polnischen Fürsten verführen lässt. Sie bringt ein Kind zur Welt, das sie nach der Geburt sterben lässt. Dafür kommt Milada für drei Jahre ins Zuchthaus. Nach ihrer Entlassung weiß sie Fridolin für das Geschehene mitverantwortlich zu machen und dahin zu bringen, dass er sich schließlich anschickt, mit ihr nach Amerika auszuwandern und seine Herrschaft im Stich zu lassen. Im letzten Augenblick wird das Gleichgewicht Fridolins jedoch dadurch gerettet, dass Milada sich dem wohlhabenden siebzigjährigen Müller des Dorfes Lettowitz antrauen lässt. Fridolin wird von seiner Herrschaft später mit dem Kindermädchen, der treuen Katinka, verheiratet.

## Ausgaben
- In der Anthologie: F. v. S., Rosen im Zypressenhain. Hesse & Becker, Leipzig 1927.[1]
- Reclams Universalbibliothek 7583, Leipzig 1944, Nachwort Max von Millenkovich-Morold[2]
- In der Anthologie: F. v. S., "Requiem der Liebe" und andere Novellen. Hg. & Einl. Hans-Heinrich Reuter (= Sammlung Dieterich. Band 220). Dieterich, Leipzig 1958 u. ö. Wieder Schibli-Doppler & Carl Schünemann, Bremen. 3. Auflage. 1988, ISBN 3-7350-0036-3[3]
- In der Anthologie: F. v. S., Schloss Kostenitz. Erzählungen aus dem alten Österreich. Nymphenburger, München 1966. Nachwort Kurt Meyer[4]
- In der Anthologie: F. v. S., Der Sündenfall und andere Erzählungen. Bouvier Herbert Grundmann, Bonn 1983. Nachwort & Hg. Karl Konrad Polheim ISBN 3-416-01763-3[5]
- In der Anthologie: F. v. S., Novellen aus Österreich. Reihe: Österreichische Bibliothek. Hg. Roman Rocek. Böhlau, Wien & Volk und Welt, Berlin (DDR) 1986[6]
- Reprint (einzeln): Tredition, Hamburg 2011, ISBN 978-3-8424-1216-3.

## Interpretation
- Lydia Beate Kaiser (Hrsg.): Herr Fridolin und sein Glück. (= Ferdinand von Saar. Kritische Texte und Deutungen. 5). Max Niemeyer Verlag, Tübingen 1993, ISBN 3-484-10689-1.

## Notizen
1. ↑  außerdem: Innocens; Marianne; Die Steinklopfer; Leutnant Burda; Das Haus Reichegg; Der Sündenfall, Die Brüder; Dissonanzen (1900); Die Pfründner. Insges. 10 Stücke
2. ↑  Der Hg. und Nachwort-Schreiber war Nationalsozialist, das umfangreiche Nachwort ist stringent und verfälschend in diesem Sinn verfasst
3. ↑  Enthält neben der Titelgeschichte: Innocens. Marianne. Die Steinklopfer. Vae victis! Tambi. Leutnant Burda. Seligmann Hirsch. Schloss Kostenitz. Requiem der Liebe. Doktor Trojan. Der Brauer von Habrovan. Die Heirat des Herrn Stäudl. Die Pfründner.--Insges. 14 Erzählungen. Ferner enthalten: Erläuterungen. Das Werk Ferdinand von Saars.
4. ↑  Leutnant Burda; Herr Fridolin...; Requiem der Liebe; Schloß Kostenitz
5. ↑  Enthält: Requiem der Liebe; Fridolin; Vae victis!; Die Heirat des Herrn Stäudl; Der Brauer von Habrovan
6. ↑  auch als Amazon Kindle; Print auch bei anderen Verlagen. Enthält 8 Texte: Marianne; Die Geigerin; Vae victis!; Leutnant Burda; Fridolin...; Der Sündenfall; Der Brauer von Habrovan; Die Pfründner